# سمورچه دورانگو

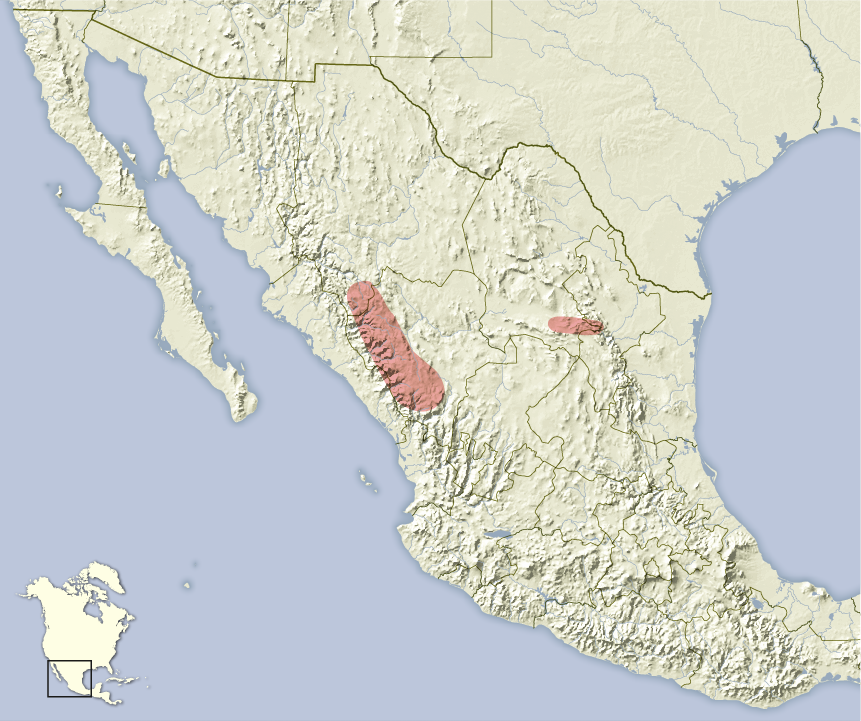

سمورچه دورانگو (نام علمی: Tamias durangae) نام یک گونه از سرده سمورچه است.